# 大場電気鍍金工業所
『大場電気鍍金工業所』（おおばでんきめっきこうぎょうしょ）は、つげ義春による日本の漫画。1973年4月に『別冊・漫画ストーリー』（B5判 双葉社）に発表された全24ページからなる作品。下町の零細町工場をめぐる少年工員の体験談を描き、自伝的な内容となっている。

## 解説
つげは、1972年に6年間続けた水木しげるの手伝いをやめた。このため、再び自分の作品で収入を得ていかなければならなくなった。1973年1月に、権藤晋の紹介で初めてヤングコミック（少年画報社、1967年創刊。当時は青年誌）に『下宿の頃』を発表する。回想記風の作風はこの作品が初めてであった。それまでは、業界内でもつげは『ガロ』や『夜行』のような芸術性の高い雑誌にしか描かない作家と思われていたが、一般誌であるヤングコミックに掲載したことで『別冊・漫画ストーリー』の編集部が、そうした場所以外でも描いてもらえるのだと思ったのではないかと権藤晋は推測する。事実は、つげ自身は水木の仕事を長く手伝っていたことにより自作にまで手が回らなかっただけなのだが、そうした誤解が生じていた。一方で、当時どこの雑誌社にもつげのファンが一人くらいはおり、漫画ストーリーの編集者もその一人であった。このため、1ページ15,000円という、当時としては破格の原稿料を提示された（ヤングコミックも同額）。つげはあまりの高額に、自ら申し出て10,000円に下げてもらったほどであった。これは、極端に原稿料が高いとその後作品の依頼が来なくなるのではないかとつげが恐れたためである。
執筆に当たって編集部からは特に注文はなかった。ここではつげの少年時代の自伝的なストーリーが展開される。当時の鍍金工場の様子やそこで展開される人間模様が生々しく描かれている。つげ自身によれば、『下宿の頃』は、あくまでも他人を描いたものだが、この作品では自分自身を描いたと述べている。この作品では、細かい描線で丁寧に書き込むなど格段に絵が精密に仕上げられているが、これはつげ自身がストーリーを非常に気に入っていたことによる。鉛筆による下書きの段階では、「大場」が「川端」になっていた。実際につげが勤めていたのは川端町の「川端メッキ」という会社であったが、弟であるつげ忠男の姉妹作になる『昭和ご詠歌』で「大場」となっているので、話を合わせるために「大場」に統一した。また、「朝鮮戦争が始まってニッケル不足なんだとよ」とのせりふが出てきたり、朝鮮戦争により日本では「朝鮮特需」が起こって景気が良くなったと言われるが、現実には小規模工場などは少しも変わらず経営は苦しかったことなど、当時の世情がよく描かれている。

## あらすじ
1年前に大場電気鍍金工業所の社長は肺を病んで死に（メッキ職人は必ず肺を冒される）、今はおかみさん（社長の妻）と、半年前に入った主人公である少年工員の義男の2人が、古ぼけた小さな工場で細々と研磨の仕事を続けている。義男が昼の弁当を食べる場所は、池の上に張り出したバラックで、池からは異臭がする。以前はここに元工場長の金子さん一家が住んでいた。義男が入社した時、すでに金子さんも体を壊して床に就いており、あたかも腐敗した内臓を排泄するかのようにバラック内にある床板の割れ目から排便していた。まもなく金子さんは死に、その妻とおかみさんが補償の件で怒鳴り合いをした後、金子一家は姿を消した。
研磨の作業は辛い割に収入が少ない。おかみさんは「うまく行けば新しい職人が来てくれて、新しい仕事ももらえる」と言うが、工場の近くにあるせんべい屋のおじさんは「こんな倒産しかかったメッキ屋に誰が来るか」と笑う。しかしその後、「三好さん」という元予科練出身の立派な体格の職人が入社する。義男は「これを機に研磨だけでなくメッキもやろう、設備もそろっているから」と三好さんに相談するが、肝心のメッキ材料であるニッケルやクロムは朝鮮戦争勃発のため不足して手に入らなくなっていた。それでもアメリカ軍の爆弾に詰め込む散弾の研磨の仕事を依頼される。しかし、散弾のさびを落とすには硫酸が2升必要なのだが、景気が悪いのでおかみさんも三好さんも購入するだけの金を持っていない。何とか工面して1升だけ買ったものの、義男は自転車で工場へ運ぶ途中で転倒し、足に硫酸を浴びて火傷をする。しばらく休むように三好さんに言われた義男は「家にいるのが嫌だから休みたくない、火傷が治るまで工場に置いてくれ」と訴えるが「無理を言うな」と一蹴される。
この頃、おかみさんと三好さんはすでに肉体関係にあったが、もちろん義男は知らない。
1週間後、火傷の治った義男は工場に出勤して仕事を始めるが、昼になってもおかみさんと三好さんの姿が見えない。不思議に思いながら作業をしているとせんべい屋のおじさんが通りかかって、莫大な借金を抱えたおかみさんと三好さんが一緒に夜逃げした事や工場もとうに人手に渡っていたという事実を告げる。事情が呑み込めない義男は、おじさんが去った後も一人機械の前に座って黙々と作業を続ける。
（以上のあらすじは、『ねじ式』　講談社漫画文庫　1976年初版に収録されたものをもとにした）

## リアリティへのこだわり
リアリティにこだわるつげは、この作品では特にディテールの描写のこだわっているようにみえる。しかし、つげは小道具をこまごまと描くディテールには大した効果はなく、絵の細部描写よりも、日常の見落としてしまいそうな何気ない事柄や振る舞いなどを、ストーリーに織り込んで描写することでリアリティを出すことにこそ意味があると述べている。絵で小道具やごみを細部描写したところで読者はそこに感情移入などしないし、ストーリー展開の上でさして重要ではない。絵で効果を上げるには、むしろ細部描写ではなく「大コマでドンとやる」のだという。この作品での、三好さんが最初に現れる場面でいきなり逆立ちをするシーンがそれにあたる。実際にはありそうではないことではあっても、それを見た少年の心が、それを見た理由や説明が一切なくともよくわかる。それがつげのいうリアリティである。
つげは、細密な作品を描く際に写真をしばしば利用するが、この作品では一切使っていない。自身の体験が元になっている物語であるために、写真なしでも写真のように描けるそうである。